# ماركو ميديتشينو
ماركو ميديتشينو (بالإنجليزية: Marco Mendicino)‏ (و. 1973  م) هو محامٍ، وسياسي كندي، هو عضوٌ في الحزب الليبرالي الكندي، ترشح في الانتخابات الفيدرالية الكندية 2015، وحصل على 27278 من الأصوات، والانتخابات الفيدرالية الكندية 2019.

## مناصب
تولى منصب
- Minister of Public Safety, Democratic Institutions and Intergovernmental Affairs [الإنجليزية]‏في الحكومة الكندية التاسعة والعشرين  [لغات أخرى]‏ 26 أكتوبر 2021–26 يوليو 2023[4]
- وزير الهجرة واللاجئين والجنسية  [لغات أخرى]‏ 20 نوفمبر 2019–26 أكتوبر 2021[5]
- عضو مجلس العموم الكندي منذ 21 أكتوبر 2019
- عضو مجلس العموم الكندي 19 أكتوبر 2015–11 سبتمبر 2019[6][7]
- عضو مجلس العموم الكندي

.

## التعليم
تعلم في جامعة يورك، وتعلم في جامعة وندسور، وتعلم في جامعة كارلتون، وتعلم في St. Michael's Choir School ‏
.